# گالیوو
گالیوو (به لاتین: Galeyevo) یک منطقهٔ مسکونی در روسیه است که در باشقیرستان واقع شده‌است.